# 162978 Helenhart
162978 Helenhart este o planetă minoră (asteroid), cu un diametru de 5,199 km, din Outer Main Belt⁠(d). A fost descoperită pe 19 august 2001 la Observatorio de Cerro Tololo⁠(d) de Marc Buie⁠(d). 
Obiectul prezintă o orbită caracterizată de o semiaxă mare de 3,2380122236662 UAi, o excentricitate de 0,09, o înclinație de 2,9 ° în raport cu ecliptica.